# 고문 (서체)
고문(古文)은 전서가 성립된 이전의 서체로서 현존하는 최고의 문자인 귀갑수골문(龜甲獸骨文)을 위시하여 은·주 고동기(古銅器)의 명문(銘文) 등을 총칭하여 부르고 있다. 허신(許愼)의 <설문해자(說文解字)> 서(序)의 설면에서는 공자의 벽중(壁中)에서 나온 문자를 가리키고 있다. 신나라 왕망(王莽) 때에는 대전(大篆)까지도 고문이라 하였다.
| 연대          | 선진       | 한                 | 육조 시대    | 수당         | 송   | 원 | 명청         | 현대            |
| ------------- | ---------- | ------------------ | ------------ | ------------ | ---- | -- | ------------ | --------------- |
| 운문          | 시경, 초사 | 사부, 고체시, 악부 | 고체시, 변부 | 근체시, 유부 | 사   | 곡 | 근체시, 연극 | 신사, 현대 가사 |
| 비운문(非--)  | 산문       | 산문               | 변문         | 전기, 변문   | 고문 | -- | 장회소설     | 백화문, 소설    |
| v • d • e • h |            |                    |              |              |      |    |              |                 |